# Sân bay Limbang
Sân bay Limbang là một sân bay ở Limbang, Malaysia (IATA: LMN, ICAO: WBGJ).  Sân bay cách thành phố 4,8 km. Sân bay này được mở cửa ngày 14 tháng 7 năm 2004 và có năng lực phục vụ 250.000 khách mỗi năm. Sân bay này có thể đón máy bay  Fokker 50.  Năm 2005, đã có 105.652 lượt khách thông qua sân bay này với 5490 lượt chuyến bay.

## Các hãng hàng không và các điểm đến
- Malaysia Airlines
  - MASwings (Kota Kinabalu, Lawas, Miri)